# 21618 Sheikh
21618 Sheikh è un asteroide della fascia principale. Scoperto nel 1999, presenta un'orbita caratterizzata da un semiasse maggiore pari a 2,1619505 UA e da un'eccentricità di 0,2007892, inclinata di 2,62346° rispetto all'eclittica.